# Maigret et son mort (téléfilm, 1970)
Pour l’article homonyme, voir Maigret et son mort.
Pour plus de détails, voir Fiche technique et Distribution.
Maigret et son mort est un téléfilm français réalisé par Claude Barma, qui fait partie de la série Les Enquêtes du commissaire Maigret, d'après le roman homonyme de Georges Simenon. Il a été adapté par Jacques Rémy et Claude Barma. La première diffusion date du 16 mai 1970 ; l'épisode, d'une durée de 82 minutes, est en noir et blanc.

## Synopsis
En pleine nuit, Place de la Concorde à Paris, un homme est retrouvé mort, le dos troué d'un coup de couteau. C'est d'ailleurs cet homme qui, quelques heures avant son décès, téléphonait à Maigret d'un café proche de la P.J. Pourquoi s'est-il rendu à la Concorde en pleine nuit, un endroit désert, alors qu'il avait tout intérêt à se perdre dans la foule pour éviter le pire...le corps a dû être déplacé.

## Fiche technique
- Titre : Maigret et son mort
- Réalisation : Claude Barma
- Adaptation : Claude Barma et Jacques Rémy
- Dialogues : Jacques Rémy
- Musique : Raymond Bernard
- Directeur de la photographie : Roger Arrignon
- Décors : Michel Janiaud
- Assistants décorateur : Jean-Michel Dambreville et Jacques Maestro
- Costumes : Marie-France Jaumillot
- Ensemblier : Roger Coirault
- Ingénieur de la vision : Pierre Vanschelles
- Assistant à la vision : Alain Sudre
- Ingénieurs du son : Claude Marco et Jacques Pietri
- Assistants au son : Jean Birsanki et Marc By
- Cadreurs vidéo : Didier Minier, Claude Mathis, Roger Fontana, Jacques Courbon
- Cadreur film : Louis Chrétien
- Assistant caméra film : A. Carpentier
- Chef éclairagiste : Michel Deguil
- Chef de plateau : J. Picard
- Mixage : Claude Gilson
- Documentation sonore : Christian Londe
- Montage : Andrée Lemaire et Michel Nezick
- Assistants réalisateur : Jean-Louis Muller et Franco Contini
- Script-girl : Michele O'Glor
- Cascadeur : Jean Galtat
- Chef d'atelier : Geneviève Auffredo
- Chef de production : Pierre Gout
- Laboratoires : G.T.C. (Joinville)

## Distribution
- Jean Richard : Commissaire Maigret
- Dominique Blanchar : Mme Maigret
- Maurice Bourbon : Ferdinand
- François Cadet : inspecteur Lucas
- André Cassan : un maçon
- Claude Debord : un garçon de café
- Gérard Dournel : Gérant
- Stefan D’Ub : Karl
- Ottavio Escali : Pietr
- Jacques Fontan : un maçon
- Jacques Galland : un inspecteur dans l’immeuble
- Nicole Gueden : Irma (comme Nicole Guesden)
- Hélène Hily : Nine
- Jacques Lalande : Coméliau
- Pierre Lioté : un docteur
- Zorica Lozic : Maria
- Georges Lucas : l’huissier
- Guy Marly : un inspecteur dans l’immeuble
- Jean Mauvais : Milesi
- Clément Michu : un ouvrier
- Guy Saint-Jean : Chevrier
- Frédéric Santaya : Moers
- Sacha Tarride : Albert
- Pascal Tersou : un ouvrier
- Anicic Toma : Bartek
- Marie-Aude Echelard : la concierge de l’immeuble (comme Aude Echelard)
- Nadine Servan : une infirmière
- Pierre Londiche : inspecteur Janvier (non crédité)
- Gaston Meunier : un inspecteur et un agent de police à la P.J. (non crédité)

## Autour du téléfilm
- La première image du téléfilm où l'on voit Jean Richard (Commissaire Maigret) entrer dans les bâtiments de la P.J. est exactement la même que celle qui introduit le premier épisode (Cécile est morte).